# توماش بابک
توماش بابک (چکی: Tomáš Bábek؛ زادهٔ ۴ ژوئن ۱۹۸۷) دوچرخه‌سوار اهل جمهوری چک است.
وی در مسابقات کشوری و بین‌المللی در مجموع برندهٔ ۳ مدال طلا، ۲ مدال نقره، ۳ مدال برنز شده‌است.